# Aconitum scaposum
Aconitum scaposum är en ranunkelväxtart som beskrevs av Adrien René Franchet. Aconitum scaposum ingår i släktet stormhattar, och familjen ranunkelväxter.

## Underarter
Arten delas in i följande underarter:
- A. s. hupehanum
- A. s. vaginatum